# Elecciones estatales del Sarre de 1960
La elección del cuarto parlamento del Sarre tuvo lugar el 4 de diciembre de 1960 y fue la primera elección estatal en el Sarre después de unirse a la República Federal de Alemania en 1957.
El elegido como primer ministro el 30 de abril de 1959, Franz-Josef Röder, se presentó por primera vez a la reelección.

## Antecedentes
Durante el periodo legislativo anterior, el panorama político en el Sarre había cambiado considerablemente. El Partido Socialdemócrata de Alemania (SPD) y el Partido Socialdemócrata del Sarre se fusionaron en 1956 en el SPD Sarre, rama estatal del primero en el estado federado.
El Partido Democrático Libre/Partido Democrático de Sarre (Freie Demokratische Partei/Demokratische Partei Saar, DPS) se estableció en 1957 como la asociación regional en el Sarre del FDP. Esta surgió producto de la fusión del Partido Democrático Libre (FDP) con el Partido Democrático de Sarre (DPS), que hasta entonces había sido el único partido liberal existente en el Sarre. Esta rama estatal no utilizó inmediatamente las siglas FDP tras la fusión, sino que ocupó las de DPS durante unos años. En estas elecciones, se presentó bajo la sigla DPS, pero para las siguientes elecciones ya se presentaría bajo las de FDP. Aun así, en otros comicios posteriores se presentaría también bajo la sigla FDP/DPS, ya que oficialmente hasta hoy el DPS nunca ha dejado de ser parte del nombre del FDP en el Sarre.
Otro cambio político fue el ocurrido con el Partido Comunista de Sarre, que fue prohibido el mismo año. 

El Partido Popular Cristiano del Sarre (CVP, uno de los principales partidos en legislaturas anteriores), se fusionó con el Partido de Centro para formar el Christliche Volkspartei, que a su vez en 1959 se integró a la CDU (anteriormente el CVP y la CDU competían separadamente). Sin embargo posteriormente el Zentrum retomó sus actividades como partido político independiente. Los miembros del CVP que no estuvieron de acuerdo con la desaparición del mismo, fundaron el Partido Popular Sarrense (SVP).

## Resultados
Como resultado, la CDU perdió tres escaños, mientras que el grupo parlamentario del SPD pudo duplicarse de ocho a 16 diputados. El SVP (un nuevo partido formado por antiguos miembros del CVP) obtuvo casi la mitad de los antiguos votos del CVP. El DPS perdió casi la mitad de sus votantes. Con la Unión Democrática Alemana, un nuevo partido de izquierda fue capaz de entrar en el parlamento.
A pesar de las pérdidas, la CDU y el DPS recibieron una mayoría viable, por lo que formaron una coalición negro-amarilla y Roeder fue reelegido en enero de 1961 como primer ministro.
Los resultados fueron:
| Partido | Partido | Votos   | %      | Escaños |
| ------- | ------- | ------- | ------ | ------- |
|         | CDU     | 195.060 | 36,6 % | 19 (−8) |
|         | SPD     | 159.698 | 30,0 % | 16 (+7) |
|         | DPS     | 73.718  | 13,8 % | 7 (−6)  |
|         | SVP     | 60.557  | 11,4 % | 6 (–6)  |
|         | DDU     | 26.743  | 5,0 %  | 2 (+2)  |
|         | CNG     | 13.731  | 2,6 %  | —       |
|         | DRP     | 3.325   | 0,6 %  | —       |